# 梅塞施密特M20
梅塞施密特M20（Messerschmitt M20）是一架德國生產的單引擎單翼飛機。由巴伐利亞飛機製造廠於1920年代末至1930年代初開發生產。
M20由威利·梅塞施密特博士設計，提供至漢莎航空和其他航空公司。飛機於1928年2月26日進行它的處女航。它裝配著一具500馬力的BMW-V1發動機。
M20的原型機發生過幾次事故，其中一次導致了漢斯·哈克曼的身故。漢莎航空和德國民航局的頭頭艾爾哈德·米爾希對於他摯友的死亡十分的不滿，認為這一切都是梅塞施密特博士造成的，並對這位設計家產生極大的厭惡，以至於他後來極力阻饒梅塞施密特的事業發展。然而，威利·梅塞施密特還是靠他有利的人脈關係成立了梅塞施密特股份公司。

## 使用國
德国

## 性能參數（M20b）
基本信息
- 容量：10名乘客

性能